# Macieira (kommun)
Macieira är en kommun i Brasilien.   Den ligger i delstaten Santa Catarina, i den södra delen av landet, 1 300 km söder om huvudstaden Brasília. Antalet invånare är 1 826.
I omgivningarna runt Macieira växer i huvudsak städsegrön lövskog. Runt Macieira är det mycket glesbefolkat, med 7 invånare per kvadratkilometer.